# 芒努斯·安德松 (足球运动员)
芒努斯·安德松（瑞典語：Magnus Andersson，1958年4月23日—），瑞典男子足球运动员，司职后卫，曾效力于马尔默足球俱乐部。他曾代表瑞典国家队参加1978年国际足联世界杯，结果队伍止步小组赛阶段。